# Stack-O-Tracks
Albums de The Beach Boys
Best of The Beach Boys Vol. 3
(1968)
Stack-O-Tracks, sorti en 1968, est une compilation de titres des Beach Boys sans les pistes vocales permettant à l'auditeur de chanter les paroles.

## Titres
1. Darlin'  (Brian Wilson, Mike Love) – 2:12
2. Salt Lake City (Brian Wilson, Mike Love) – 1:58
3. Sloop John B (Trad. arr. Brian Wilson) – 3:04
4. In My Room (Brian Wilson, Gary Usher) – 2:13
5. Catch A Wave (Brian Wilson, Mike Love) – 2:00
6. Wild Honey (Brian Wilson, Mike Love)– 2:35
7. Little Saint Nick (Brian Wilson, Mike Love)– 1:49
8. Do It Again (Brian Wilson, Mike Love)– 2:11
9. Wouldn't It Be Nice (Brian Wilson, Tony Asher, Mike Love) – 2:11
10. God Only Knows (Brian Wilson, Tony Asher) – 2:37
11. Surfer Girl (Brian Wilson) – 2:16
12. Little Honda (Brian Wilson, Mike Love)– 1:36
13. Here Today (Brian Wilson, Tony Asher) – 3:06
14. You're So Good To Me (Brian Wilson, Mike Love)– 1:55
15. Let Him Run Wild (Brian Wilson, Mike Love) – 2:13